# Арганаты (гора)
Арганаты (каз. Арғанаты), — небольшая горная группа на восточной оконечности озера Балхаш. Возвышается в степи как остров между устьями рек Аягоз и Лепсы и разделяет Балхаш-Алакольский разлом на балхашскую и алакольскую (пониженную) части. Кроме собственно Арганаты, в группе различают также вершины Архарлы (46°18′49″ с. ш. 79°50′51″ в. д.) и Кыскаш (46°08′22″ с. ш. 79°28′29″ в. д.).

## Физико-географические сведения
Гора является видимой частью (горстом) крупной «палеозойской глыбы», устоявшей во время длительных ступенчатых сбросов, шедших вдоль балхашско-алакольского разлома со времени альпийского орогенеза. В олигоценовую эпоху гора была островом. Сложена из палеозойского кремнистого сланца, между которым встречаются известняки и порфиры.
Высота над уровнем моря в высшей точке 712 м, длина около 25 км, ширина свыше 10 км. С северной и западной стороны склоны крутые, с южной — более пологие. В ущельях встречаются источники, образующие у подножия пересыхающие озёрца и такыры. Растительность скудная, характерная для маловодных щебнистых почв: жусан, биюргун, карагана, в отдельных местах ший и угнетённые рощицы туранги. В 1970-х годах здесь встречались архары, водятся лисы, степные черепахи, суслики, сурки, полёвки, змеи; в 2000-е здесь наблюдали супружеские пары редчайших птиц — змееядов.

## История
Ороним «Арганаты» учёные возводят к «Аргын-Ата» (каз. арғын ата — отец аргынов). Аргынаты была межевым знаком владений племени аргын, обитавшего в этих краях в VIII—XIV веках и сыгравшего впоследствии столь заметную роль в истории прикаспийских степей, — гора воспринималась древними аргынами как их мистический предок.

Первым из исследователей, давших в 1722 г. краткое описание и схематическую карту окрестностей Арганаты, был русский офицер Н. Унковский. В дальнейшем Балхашско-Алакольскую котловину изучали учёные-путешественники Г. С. Карелин (1840 г.), А. И. Шренк (1840 г.), А. И. Влангали (1849 г.), П. П. Семенов-Тян-Шанский (1857 г.), Н. А. Северцов (1864 г.), И. С. Поляков (1877 г.), А. М. Никольский (1885), В. А. Обручев (1905, 1906, 1909 гг.) и другие. Сравнение их материалов позволяет понять, как протекал биогеоценоз в балхаш-алаколье за 200 лет наблюдений. Хотя по-прежнему 
С вершин Арганатских гор видна на западе поверхность Балхаша, а на юго-востоке снежные вершины Семиречинского Алатау
.